# Alfonso Dulanto
Alfonso Antonio Dulanto Corzo (Lima, 22 luglio 1969) è un ex calciatore peruviano, di ruolo difensore.

## Biografia
Suo figlio, Gustavo, è anch'egli calciatore.

## Carriera

### Club
Ha giocato nella prima divisione peruviana, in quella spagnola, in quella messicana ed in quella cipriota.

### Nazionale
Ha partecipato alla Copa América 1995 ed alla Copa América 1997.

## Palmarès

### Club

#### Competizioni nazionali
- Campionato peruviano: 2

Universitario: 1992, 1993